# Magiun de Topoloveni
Magiunul de Topoloveni este o varietate de magiun, o conservă de prune specific românească, cu originea în Topoloveni, Argeș. Este făcut din 100% prune, fără adaos de zahăr.
Din aprilie 2011, „Magiunul de prune Topoloveni” face parte din cele peste 1000 de produse agricole și alimentare protejate de sistemul de calitate european al denumirilor de origine protejată și indicațiilor geografice protejate (DOP), fiind primul produs românesc de acest tip.

## Istorie

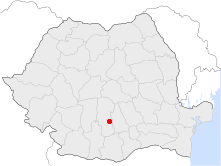
Topoloveni

Rețeta de magiun de la Topoloveni datează din 1914 când s-a deschis prima fabrică de magiun de către familia locală Maximilian Popovici.
Magiunul Topoloveni este produs exclusiv în zona orașului Topoloveni și satelor Boțarcani, Crințești, Goleștii Bădii, Gorănești, Inurile, Țigănești și Vițichești. Această regiune, deosebit de potrivită pentru cultivarea prunelor, aparține județului Argeș, în regiunea istorică a Țării Românești.  Livezile de pruni acoperă aproximativ 17 000 ha.
Magiunul a devenit primul produs natural certificat românesc, protejat de Uniunea Europeană prin ordinul nr. 338/2011 din 7 aprilie 2011. Comisia Europeană a recunoscut o denumire de origine protejată și o indicație geografică protejată în Magiunul de Topoloveni.
În 2003, România a avut trupe în Afganistan, în calitate de membru NATO. În 2009, magiunul 100% natural de Topoloveni a înlocuit marmelada în toate bazele NATO. În 2010, fabrica din Topoloveni a fost desemnată furnizor oficial al Casei Regale Române.

## Etimologie
Cuvântul magiun provine din limba turcă macun. 

## Pregătirea
Rețeta de magiun de Topoloveni necesită patru tipuri diferite de prune, care se fierb 10 ore fără zahăr la foc foarte mic până când magiunul se lipește de lingură. Magiunul de Topoloveni este o pastă groasă, maro închis, cu conținut de substanță uscată de minim 55%. 
Prunele folosite la producerea magiunului de Topoloveni aparțin diferitelor soiuri locale de Prunus domestica: Boambe de Leordeni, Bistrițeana, Brumării, Centenar, Dâmbovița, Grasa ameliorată, Grasa Românesca, Pescăruș, Piteștean, Silvia, Stanley, Tomnatici Caransebeș, Tuleu gras, Tuleu timpuriu, Vâlcean, Vânăta românească.